# Danny Munyao
Danny Munyao (ur. 21 stycznia 1987 w Lusace) – piłkarz zambijski grający na pozycji bramkarza. Od 2022 roku jest zawodnikiem klubu Kabwe Warriors.

## Kariera klubowa
Swoją karierę piłkarską Munyao rozpoczął w klubie Red Arrows FC. W 2007 roku zadebiutował w nim w zambijskiej Premier League. W debiutanckim sezonie zdobył z nim Puchar Zambii. W 2010 roku grał w Zanaco FC, a w 2011 roku wrócił do Red Arrows FC.  Wywalczył z nim mistrzostwo Zambii w sezonie 2021/2022 oraz wicemistrzostwo w 2011. Zdobył też Puchar Zambii w 2013. W 2022 przeszedł do Kabwe Warriors.

## Kariera reprezentacyjna
W reprezentacji Zambii Munyao zadebiutował 22 grudnia 2012 w przegranym 0:1 towarzyskim meczu z Tanzanią. W 2013 został powołany do kadry na Puchar Narodów Afryki 2013, a w 2015 na Puchar Narodów Afryki 2015. Od 2012 do 2016 wystąpił w kadrze narodowej 18 razy.